# Telephanus serratus
Telephanus serratus es una especie de coleóptero de la familia Silvanidae.

## Distribución geográfica
Habita en Costa Rica y Panamá.